# Unione Calcio Sampdoria 1977-1978
Questa voce raccoglie le informazioni riguardanti l'Unione Calcio Sampdoria nelle competizioni ufficiali della stagione 1977-1978.

## Stagione
Dopo l'amara seconda retrocessione della storia blucerchiata, viene richiamato il "santone" Fulvio Bernardini quale Direttore Tecnico, mentre come allenatore viene promosso Giorgio Canali. In sede di calciomercato la Samp operò esclusivamente in ambito di dismissione. Fu dapprima ceduto Pellegrino Valente al Napoli e, in seguito a campionato iniziato Zecchini al Perugia. L'unico acquisto, il centrocampista Esposito, fu poi "ricusato" per problemi sorti durante le visite mediche. Si decise di puntare (un po' per scelta, molto per necessità) sui giovani del vivaio che, l'anno precedente, proprio sotto la guida del neo tecnico Canali si erano aggiudicati il prestigioso "Torneo di Viareggio". Il girone d'andata fu promettente e vide i blucerchiati chiudere in terza posizione a 21 punti. Ciò, nonostante la pesante contestazione di cui era oggetto quasi ogni domenica il presidente Glauco Lolli Ghetti, che a febbraio, decise di dimettersi lasciando la Società nelle mani del commissario Edmondo Costa. Si sancì, così, la fine di un ciclo quadriennale che lasciò, comunque, in eredità alla società l'impianto sportivo di Bogliasco. Il girone di ritorno vide però un calo della Samp che raccolse solo 17 punti chiudendo così la stagione con 38 punti a metà classifica a sei lunghezze dalle terze. Migliori marcatori stagionali Nello Saltutti con 7 reti in campionato e 2 in Coppa Italia, e Carlo Bresciani con 9 reti tutte in campionato.
Nella Coppa Italia 1977-1978 la Sampdoria disputa prima del campionato il terzo girone di qualificazione, che promuove al girone finale la Fiorentina.

## Rosa
| N. |                   | Ruolo | Calciatore          |
| -- | ----------------- | ----- | ------------------- |
|    | Italia (bandiera) | D     | Osvaldo Arecco      |
|    | Italia (bandiera) | D     | Domenico Arnuzzo    |
|    | Italia (bandiera) | C     | Gianfranco Bedin    |
|    | Italia (bandiera) | D     | Roberto Bombardi    |
|    | Italia (bandiera) | A     | Carlo Bresciani     |
|    | Italia (bandiera) | P     | Massimo Cacciatori  |
|    | Italia (bandiera) | D     | Vito Callioni       |
|    | Italia (bandiera) | A     | Alviero Chiorri     |
|    | Italia (bandiera) | C     | Sergio D'Agostino   |
|    | Italia (bandiera) | P     | Rosario Di Vincenzo |
|    | Italia (bandiera) | D     | Mauro Ferroni       |

| N. |                   | Ruolo | Calciatore        |
| -- | ----------------- | ----- | ----------------- |
|    | Italia (bandiera) | D     | Marcello Lippi    |
|    | Italia (bandiera) | D     | Massimo Lupini    |
|    | Italia (bandiera) | D     | Alberto Mariani   |
|    | Italia (bandiera) | A     | Amedeo Monaldo    |
|    | Italia (bandiera) | C     | Maurizio Orlandi  |
|    | Italia (bandiera) | P     | Enrico Pionetti   |
|    | Italia (bandiera) | A     | Giovanni Re       |
|    | Italia (bandiera) | D     | Federico Rossi    |
|    | Italia (bandiera) | A     | Nello Saltutti    |
|    | Italia (bandiera) | C     | Gianluigi Savoldi |
|    | Italia (bandiera) | C     | Paolo Tuttino     |

## Calciomercato
| Arrivi | Arrivi         | Arrivi  | Arrivi   |
| R.     | Nome           | da      | Modalità |
| ------ | -------------- | ------- | -------- |
| D      | Massimo Lupini | Perugia |          |

| Partenze | Partenze           | Partenze                               | Partenze   |
| R.       | Nome               | da                                     | Modalità   |
| -------- | ------------------ | -------------------------------------- | ---------- |
|          | Luciano Zecchini   | Associazione Calcistica Perugia Calcio | definitivo |
| D        | Francesco Mura     | Lecce                                  |            |
| D        | Pellegrino Valente | Napoli                                 | definitivo |
| A        | Giorgio De Giorgis | Cremonese                              | prestito   |
| D        | Vito Callioni      | Lanerossi Vicenza                      | definitivo |

## Risultati

### Serie B

#### Girone di andata
| Palermo 11 settembre 1977 1ª giornata | Palermo                    | 0 – 0 | Sampdoria | Stadio La Favorita\| Arbitro: \| Trinchieri (Reggio Emilia) \| |
| Arbitro:                              | Trinchieri (Reggio Emilia) |       |           |                                                                |

| Genova 18 settembre 1977 2ª giornata | Sampdoria            | 0 – 0 | Varese | Stadio Luigi Ferraris (15461 spett.)\| Arbitro: \| Barbaresco (Cormons) \| |
| Arbitro:                             | Barbaresco (Cormons) |       |        |                                                                            |

| Terni 25 settembre 1977 3ª giornata | Ternana         | 0 – 0 | Sampdoria | Stadio Libero Liberati\| Arbitro: \| Mascia (Milano) \| |
| Arbitro:                            | Mascia (Milano) |       |           |                                                         |

| Arbitro: | Redini (Pisa) |

|                                   |           |  |
| Re 20’ Saltutti 26’ Bresciani 54’ | Marcatori |  |

| Arbitro: | Mattei (Macerata) |

|               |           |  |
| Penzo 8’, 78’ | Marcatori |  |

| Arbitro: | Gussoni (Tradate) |

|               |           |                |
| Bresciani 17’ | Marcatori | 18’ Lorenzetti |

| Arbitro: | Menegali (Roma) |

|  |           |             |
|  | Marcatori | 21’ Tuttino |

| Arbitro: | F. Panzino (Catanzaro) |

|             |           |  |
| Chiorri 62’ | Marcatori |  |

| Arbitro: | D'Elia (Salerno) |

|                                                           |           |              |
| Magherini 12’, 65’ Marchetti 21’ (rig.) L. Piras 23’, 42’ | Marcatori | 73’ Saltutti |

| Arbitro: | Ciulli (Roma) |

|             |           |              |
| Orlandi 49’ | Marcatori | 87’ Lo Russo |

| Arbitro: | Longhi (Roma) |

|                |           |  |
| Martinelli 83’ | Marcatori |  |

| Arbitro: | Mascia (Milano) |

|                                |           |                       |
| Lippi 50’ Bresciani 55’ (rig.) | Marcatori | 78’ (rig.) Bellinazzi |

| Arbitro: | Michelotti (Parma) |

|             |           |  |
| Orlandi 11’ | Marcatori |  |

| Arbitro: | Mattei (Macerata) |

|                          |           |  |
| Palanca 49’ Arbitrio 75’ | Marcatori |  |

| Arbitro: | Redini (Pisa) |

|             |           |  |
| Tuttino 27’ | Marcatori |  |

| Arbitro: | Lapi (Firenze) |

|                               |           |               |
| Lippi 24’ (aut.) De Falco 26’ | Marcatori | 89’ Bresciani |

| Arbitro: | Lo Bello (Siracusa) |

|                                           |           |  |
| Ferroni 38’ Chiorri 50’ Saltutti 65’, 82’ | Marcatori |  |

| Arbitro: | Benedetti (Roma) |

|                                     |           |                            |
| Saltutti 9’ Chiorri 40’ Tuttino 67’ | Marcatori | 4’ Ambu 46’ (rig.) A. Moro |

| Arbitro: | Barbaresco (Cormons) |

|               |           |  |
| Chiarenza 19’ | Marcatori |  |

#### Girone di ritorno
| Arbitro: | Trinchieri (Reggio Emilia) |

|             |           |          |
| Chiorri 70’ | Marcatori | 72’ Majo |

| Arbitro: | Falasca (Chieti) |

|                 |           |  |
| De Lorentis 74’ | Marcatori |  |

| Arbitro: | Lops (Torino) |

|           |           |             |
| Bedin 65’ | Marcatori | 67’ Aristei |

| Arbitro: | Menicucci (Firenze) |

|             |           |  |
| Frediani 5’ | Marcatori |  |

| Arbitro: | Mascia (Milano) |

|                                            |           |  |
| Chiorri 10’, 22’ Bresciani 18’, 57’ (rig.) | Marcatori |  |

| Arbitro: | Serafino (Roma) |

|                           |           |             |
| Crepaldi 28’ Grezzani 42’ | Marcatori | 40’ Ferroni |

| Arbitro: | Lanese (Messina) |

|                |           |  |
| D'Agostino 21’ | Marcatori |  |

| Brescia 26 marzo 1978 27ª giornata | Brescia         | 0 – 0 | Sampdoria | Stadio Mario Rigamonti\| Arbitro: \| Schena (Foggia) \| |
| Arbitro:                           | Schena (Foggia) |       |           |                                                         |

| Arbitro: | Tonolini (Milano) |

|              |           |                   |
| Bombardi 37’ | Marcatori | 11’, 36’ L. Piras |

| Arbitro: | Celli (Trieste) |

|              |           |        |
| Skoglund 10’ | Marcatori | 86’ Re |

| Arbitro: | Lo Bello (Siracusa) |

|                     |           |                     |
| Fontolan 48’ (aut.) | Marcatori | 20’ C. Trevisanello |

| Arbitro: | Casarin (Milano) |

|                       |           |                                                  |
| Bellinazzi 20’ (rig.) | Marcatori | 49’ Saltutti 53’ (aut.) Fantini 61’ (rig.) Bedin |

| Monza 30 aprile 1978 32ª giornata | Monza            | 0 – 0 | Sampdoria | Stadio Gino Alfonso Sada\| Arbitro: \| Paparesta (Bari) \| |
| Arbitro:                          | Paparesta (Bari) |       |           |                                                            |

| Arbitro: | Lattanzi (Roma) |

|                                |           |                    |
| Bresciani 32’ Bedin 67’ (rig.) | Marcatori | 63’ (rig.) Palanca |

| San Benedetto del Tronto 14 maggio 1978 34ª giornata | Sambenedettese    | 0 – 0 | Sampdoria | Stadio Fratelli Ballarin\| Arbitro: \| Bergamo (Livorno) \| |
| Arbitro:                                             | Bergamo (Livorno) |       |           |                                                             |

| Arbitro: | Casarin (Milano) |

|                               |           |                             |
| Saltutti 34’ G.L. Savoldi 40’ | Marcatori | 84’ Arrigoni 87’ C. Petrini |

| Arbitro: | Lapi (Firenze) |

|              |           |               |
| Selvaggi 68’ | Marcatori | 77’ Bresciani |

| Arbitro: | Prati (Parma) |

|                                     |           |                                   |
| Bellotto 5’ Ambu 28’ Roccotelli 82’ | Marcatori | 77’ (aut.) Anzivino 87’ Bresciani |

| Arbitro: | Longhi (Roma) |

|  |           |                |
|  | Marcatori | 53’ Mario Piga |

### Coppa Italia

#### Terzo Girone
| Arbitro: | Materassi (Firenze) |

|                   |           |                              |
| Bonafè 70’ (rig.) | Marcatori | 12’ Tuttino 80’ (rig.) Bedin |

| Arbitro: | Lo Bello (Siracusa) |

|             |           |                        |
| Monaldo 18’ | Marcatori | 45’, 77’ Di Bartolomei |

| 28 agosto 1977 3ª giornata |  | – Turno riposo Sampdoria |  |  |

| Arbitro: | Terpin (Trieste) |

|                                             |           |                   |
| Desolati 1’, 84’ Antognoni 20’ Galdiolo 46’ | Marcatori | 12’, 76’ Saltutti |

| Genova 4 settembre 1977 5ª giornata | Sampdoria       | 0 – 0 | Rimini | Stadio Luigi Ferraris\| Arbitro: \| Simini (Torino) \| |
| Arbitro:                            | Simini (Torino) |       |        |                                                        |

## Statistiche

### Statistiche di squadra
| Competizione | Punti | In casa | In casa | In casa | In casa | In casa | In casa | In trasferta | In trasferta | In trasferta | In trasferta | In trasferta | In trasferta | Totale | Totale | Totale | Totale | Totale | Totale | DR |
| Competizione | Punti | G       | V       | N       | P       | Gf      | Gs      | G            | V            | N            | P            | Gf           | Gs           | G      | V      | N      | P      | Gf     | Gs     | DR |
| ------------ | ----- | ------- | ------- | ------- | ------- | ------- | ------- | ------------ | ------------ | ------------ | ------------ | ------------ | ------------ | ------ | ------ | ------ | ------ | ------ | ------ | -- |
| Serie B      | 38    | 19      | 10      | 7       | 2       | 30      | 11      | 19           | 2            | 7            | 10           | 11           | 26           | 38     | 12     | 14     | 12     | 41     | 37     | +4 |
| Coppa Italia | 3     | 2       | 0       | 1       | 1       | 2       | 1       | 2            | 1            | 0            | 1            | 3            | 5            | 4      | 1      | 1      | 2      | 5      | 7      | -2 |
| Totale       | 41    | 21      | 10      | 8       | 3       | 32      | 12      | 21           | 3            | 7            | 11           | 14           | 31           | 42     | 13     | 15     | 14     | 46     | 44     | +2 |

### Statistiche dei giocatori
| Giocatore     | Serie B  | Serie B | Serie B     | Serie B    | Coppa Italia | Coppa Italia | Coppa Italia | Coppa Italia | Totale   | Totale | Totale      | Totale     |
| Giocatore     | Presenze | Reti    | Ammonizioni | Espulsioni | Presenze     | Reti         | Ammonizioni  | Espulsioni   | Presenze | Reti   | Ammonizioni | Espulsioni |
| ------------- | -------- | ------- | ----------- | ---------- | ------------ | ------------ | ------------ | ------------ | -------- | ------ | ----------- | ---------- |
| M. Cacciatori | 38       | -37     | ?           | ?          | 4            | -7           | ?            | ?            | 42       | -44    | ?           | ?          |
| E. Pionetti   | 2        | 0       | ?           | ?          | 0            | 0            | ?            | ?            | 2        | 0      | ?           | ?          |
| O. Arecco     | 7        | 0       | ?           | ?          | 1            | 0            | ?            | ?            | 8        | 0      | ?           | ?          |
| D. Arnuzzo    | 22       | 0       | ?           | ?          | 0            | 0            | ?            | ?            | 22       | 0      | ?           | ?          |
| R. Bombardi   | 24       | 1       | ?           | ?          | 4            | 0            | ?            | ?            | 28       | 1      | ?           | ?          |
| M. Ferroni    | 37       | 2       | ?           | ?          | 4            | 0            | ?            | ?            | 41       | 2      | ?           | ?          |
| M. Lippi      | 35       | 1       | ?           | ?          | 3            | 0            | ?            | ?            | 38       | 1      | ?           | ?          |
| A. Mariani    | 6        | 0       | ?           | ?          | 0            | 0            | ?            | ?            | 6        | 0      | ?           | ?          |
| F. Rossi      | 26       | 0       | ?           | ?          | 3            | 0            | ?            | ?            | 29       | 0      | ?           | ?          |
| G. Bedin      | 35       | 3       | ?           | ?          | 3            | 1            | ?            | ?            | 38       | 4      | ?           | ?          |
| A. Chiorri    | 25       | 6       | ?           | ?          | 3            | 0            | ?            | ?            | 28       | 6      | ?           | ?          |
| S. D'Agostino | 2        | 0       | ?           | ?          | 0            | 0            | ?            | ?            | 2        | 0      | ?           | ?          |
| M. Orlandi    | 29       | 2       | ?           | ?          | 3            | 0            | ?            | ?            | 32       | 2      | ?           | ?          |
| L. Paolini    | 4        | 0       | ?           | ?          | 2            | 0            | ?            | ?            | 6        | 0      | ?           | ?          |
| G. Re         | 33       | 2       | ?           | ?          | 3            | 0            | ?            | ?            | 36       | 2      | ?           | ?          |
| G. Savoldi    | 26       | 1       | ?           | ?          | 4            | 0            | ?            | ?            | 30       | 1      | ?           | ?          |
| P. Tuttino    | 34       | 3       | ?           | ?          | 4            | 1            | ?            | ?            | 38       | 4      | ?           | ?          |
| C. Bresciani  | 29       | 9       | ?           | ?          | 1            | 0            | ?            | ?            | 30       | 9      | ?           | ?          |
| A. Monaldo    | 4        | 0       | ?           | ?          | 1            | 1            | ?            | ?            | 5        | 1      | ?           | ?          |
| N. Saltutti   | 32       | 7       | ?           | ?          | 4            | 2            | ?            | ?            | 36       | 9      | ?           | ?          |